# مايك براون (متسابق دراجات نارية)
مايك براون (بالإنجليزية: Mike Brown)‏ هو متسابق دراجات نارية أمريكي، ولد في 1 مايو 1972 في بلوف سيتي في الولايات المتحدة.